# 上比爾卡
49°49′25″N 24°18′7″E / 49.82361°N 24.30194°E
上比爾卡是烏克蘭西部的村莊，隸屬利維夫州的利維夫區。該村處於比爾卡河畔，面積2.27平方公里，海拔高度230米，2022 （页面存档备份，存于）年人口1,364。